# Тридесет и седми конгрес на Македонската патриотична организация
Тридесет и седмиият конгрес на Македонските политически организации (МПО) се провежда между 17 и 19 август 1958 година в Торонто, Онтарио, Канада. На конгреса поздравителна реч произнася Майкъл Старт, представител на правителството. Получено е поздравително писмо от водача на либералната партия в Канада Лестър Пийрсън, лауреат на Нобеловата награда за мир за 1957 година. На конгресния банкет речи произнасят още Роналд Миченер и кметът на Торонто Филипс. В ЦК на МПО Васил Михайлов си подава оставката поради недостиг на време, а Васил Стойнов (Шамандуров) е избран в него. За конгреса специално от Белгия пристига Асен Аврамов, като дава интервю за радиопрограмата „Гласът на Македония“ пред свещеник Васил Михайлов, след това Аврамов участва в празненство организирано от МПО „Победа“, женското и младежкото дружество към нея.